# Andrew Mavis
Andrew Spencer Mavis (Vancouver, 9 settembre 1976) è un ex cestista canadese.

## Carriera
Con il Canada ha disputato i Campionati americani del 1999 e i Giochi olimpici di Sydney 2000.